# Pros d'Akron
Stade
Maillots
Champion 1920
Les Pros d'Akron (en anglais : Akron Pros) étaient une franchise de football américain de la National Football League (NFL) basée à Akron dans l'Ohio.

## Histoire

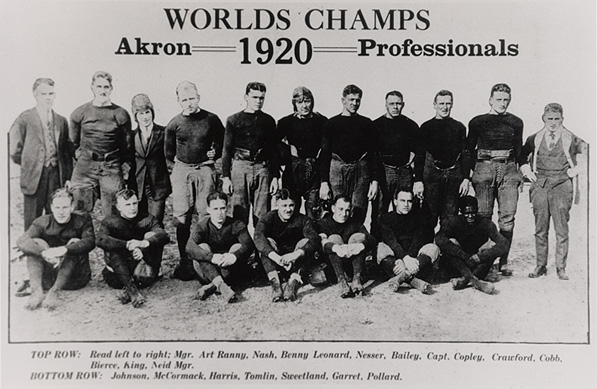
Photographie de la première équipe championne de NFL de l'histoire : les Pros d'Akron, en 1920.

Cette franchise, aujourd'hui disparue, fut fondée en 1916 sous le nom des « Burkhardts d'Akron », rebaptisée les « Pros d'Akron » en 1917. Les dirigeants de l'équipe font partie des équipes fondant l’American Professional Football Association - future NFL - en septembre 1920. pour la première saison, un total de quatorze équipes vont jouer pour tenter de se départager et toutes les équipes ne joueront pas le même nombre de matchs. Il faut attendre le 30 avril 1921 et une réunion de la ligue à Akron pour voir sacrer symboliquement les Pros champions de la saison inaugurale.
En 1926, la franchise est rebaptisée les « Indians d'Akron » mais en raison de problèmes financiers, elle va cesser ses activités en 1927 avant les débuts de la nouvelle saison.

### Personnalités célèbres de la franchise
Lors de la seconde saison de l'APFA, Fritz Pollard, futur membre du Pro Football Hall of Fame est un des entraineurs de l'équipe. Il est le premier afro-américain à devenir entraineur d'une franchise de football américain. 
Paul Robeson joua pour l'équipe lors de cette même saison.

### Saison par saison
| Saison | Vic. | Déf. | Nuls | Classement |
| ------ | ---- | ---- | ---- | ---------- |
| 1920   | 8    | 0    | 3    | 1er place  |
| 1921   | 8    | 3    | 1    | 3e place   |
| 1922   | 3    | 5    | 2    | 10e place  |
| 1923   | 1    | 6    | 0    | 15e place  |
| 1924   | 2    | 6    | 0    | 13e place  |
| 1925   | 4    | 2    | 2    | 5e place   |
| 1926   | 1    | 4    | 3    | 16e place  |